# Eremiaphila anubis
Eremiaphila anubis är en bönsyrseart som beskrevs av Lefebvre 1835. Eremiaphila anubis ingår i släktet Eremiaphila och familjen Eremiaphilidae. Inga underarter finns listade i Catalogue of Life.